# Ghriss
Ghriss (em árabe: غريس) é uma cidade e comuna localizada na província de Mascara, Argélia. Segundo o censo de 2008, a população total da cidade era de 28 823 habitantes.